# Ровы (Брянская область)
Ровы — упразднённый в 1960-е годы посёлок в Погарском районе Брянской области России. На момент упразднения входил в состав Кистерского сельсовета. Малая родина Героя Советского Союза С. В. Жорова.

## География
Ровы находились в южной части Брянской области, в зоне хвойно-широколиственных лесов, вблизи государственной границы с Украиной, в заовражной местности, вблизи западной окраины хутора Петровский., на расстоянии примерно 26 километров (по прямой) к юго-западу от посёлка городского типа Погар, административного центра района.
Абсолютная высота (по данным ближайшего населённого пункта посёлока Петровский) — 182 метра над уровнем моря.

## История
До 1922 и с 1960-х годов — в составе хутора Петровский.
Решением Брянского облисполкома от 4 марта 1959 года посёлки Балышовка, Колодезки, Котовщина, Ровы, хутор Петровский Петровского сельсовета Погарского района переданы в состав Гудовского сельсовета того же района (ГАБО. Ф.Р-6. Оп.4. Д.163. Л.302).
Решением Брянского облисполкома от 4 июля 1962 года село Гудовка, посёлки Колодезки, Радин, Ровы Гудовского сельсовета Погарского района переданы в состав Кистёрского сельсовета (ГАБО. Ф.Р-6. Оп.4. Д.289. Л.104).
Посёлок Ровы Погарского района упомянут в «Перечне отдаленных и труднодоступных населенных пунктов Брянской области» 1999 года (Постановление Администрации Брянской области от 13.01.1999 № 23 «Об утверждении перечня отдаленных и труднодоступных населенных пунктов Брянской области»)

## Население
Максимальное число жителей достигало 210 человек (1926).

## Транспорт
Просёлочная дорога.